# Acrelius
Acrelius är en svensk släkt som härstammar från Österåkers socken, Uppland där sju på varandra följande kyrkoherdar genom börd eller ingifte tillhört släkten. 
Den tidigaste av dessa var Ericus Olai Helsingius (1507–1591), vars ättlingar efter hemsocknen antog namnet Acrelius (efter latin ager, som betyder "åker"). Hans sonsons son, professor i Åbo Ericus Danielis Achrelius (1604–1670) var far till professorn Daniel Achrelius (1644–1692). Genom en annan sonsons son, Israel Olai Achrelius (1629–1688), blev han stamfar för släkten Akrel (Akrell) och genom en tredje, Johannes Olai Achrelius (1634–1711), till Israel Acrelius och hans bror Olof, varav den senare adlades 1780 med namnet af Acrel.